# Фурта, Юрий Ярославович
Ю́рий Яросла́вович Фу́рта (укр. Юрій Ярославович Фурта; 31 мая 1988, Львов, СССР) — украинский футболист, нападающий.

## Биография

### Клубная карьера
Воспитанник СДЮШОР «Карпаты». Играя за молодёжный состав «Карпат», с 15-ю голами стал лучшим бомбардиром молодёжного первенства 2009/10. Учился в Львовской коммерческой академии на факультете менеджмента.
В чемпионате Украины дебютировал 30 августа 2008 года в матче «Харьков» — «Карпаты» (1:1), в том матче он вышел на замену на 75 минуте заменив Игоря Худобяка, а на 83 минуте забил мяч. А в конце августа фанаты «Карпат» признали его лучшим игроком месяца. Не закрепился в основном составе команды и сезон 2010/11 провёл на правах аренды в «Александрии» и белоцерковском «Арсенале». Летом 2011 года разорвал контракт с «Карпатами» и перешёл в «Энергетик». С 2012 года — игрок черниговской «Десны».
В апреле 2015 года перешёл в состав любительского клуба «Рух» (Винники). В феврале 2016 стал игроком любительского польского «Пяста» из города Жмигруда.

### Карьера в сборной
В январе 2009 года вызван в молодёжную сборную Украины. 10 февраля сыграл в товарищеском матче с Турцией (2:0), забил гол на 5 минуте. 31 марта 2009 года сыграл в товарищеской игре с молодёжной сборной Северной Ирландии (1:1).

## Достижения
- Победитель Второй лиги Украины: 2012/13